# No Limit (콘서트)
No Limit은 2013년 8월 24일 대한민국 롯데카드 아트센터에서 열린 가수 윤하의 앵콜 콘서트이다. 티켓 오픈 2분만에 929석 전체가 매진되었다. 단독 콘서트 최초로 Fly를 불렀다. 또한, 콘서트 게스트로는 가수가 아닌 마술사 이은결이 초청되었다.

## 셋리스트

### 1부
1. No Limit
2. One Shot
3. Audition
4. If
5. Hello Beautiful Day
6. I Don't Care
7. Fireworks
8. Set Me Free

### 2부
1. 꿈속에서
2. 기다리다
3. Peace Love & Icecream
4. One Fine Day

### 3부
1. Rock Like Star
2. 텔레파시
3. 혜성
4. Run(Acoustic Ver.)

### 앙코르
1. Fly
2. My song and... (Korean Ver.)